# Jesse Garcia
Jesse Garcia, född 14 december 1982 i Rawlins, Wyoming, är en amerikansk skådespelare.
Garcia har bland annat medverkat i TV-serierna Narcos: Mexico från 2020 och From Dusk Till Dawn: The Series (2014–2016). Han har även medverkat i filmerna The Avengers från 2012 och The Mother från 2023.

## Filmografi (i urval)
- 2012 – The Avengers
- 2014–2016 – From Dusk Till Dawn: The Series (TV-serie)
- 2020 – Narcos: Mexico (TV-serie)
- 2023 – The Mother
- 2026 – The Odyssey